# Lorenzo Fontana
Lorenzo Fontana (Verona, 10 de abril de 1980) es un periodista y político italiano, afiliado al partido de derecha Liga. Actualmente, se desempeña como presidente de la Cámara de Diputados.

## Educación
Fontana es licenciado en Ciencias políticas por la Universidad de Padua, en Historia por la Universidad Europea de Roma y en Filosofía por la Universidad Pontificia de Santo Tomás de Aquino. Está matriculado en el registro de periodistas como publicista.

## Posiciones
Fontana es conocido por su euroescepticismo y sus posiciones conservadoras en materias como el aborto, la eutanasia o el matrimonio entre personas del mismo sexo. Asimismo, ha denunciado la existencia de una «invasión» de Italia por los inmigrantes. En 2014, fue muy crítico con las sanciones de la UE a Moscú con motivo de la anexión rusa de Crimea, y ha calificado a la Rusia de Vladímir Putin de sociedad «modelo». También ha manifestado su admiración por el expresidente norteamericano Donald Trump.

## Vida personal
Fontana es un católico tradicionalista, cercano a la Fraternidad Sacerdotal San Pedro (FSSP). Contrajo matrimonio por el rito tridentino con Emilia Caputo, con quien tiene una hija llamada Angelica.

## Resultados electorales

### Cámara de Diputados de Italia
|  | 48,97 % |

|  | 8,61 % |

|  | 56,93 % |